# 下東野村
下東野村（しもひがしのむら）は、かつて岐阜県揖斐郡にあった村である。
現在の揖斐郡池田町下東野に該当する。
江戸時代の村名は「東野村」であったが、明治になり「下東野村」に改称している。これは同じ池田郡に同音同名の「東野村」（現・揖斐川町上東野）があったためである。
池田郡の村であったが、後に揖斐郡の村となった。

## 歴史
- 1874年（明治7年） - 東野村が下東野村に改称する。
- 1889年（明治22年）7月1日 - 町村制により、下東野村発足。
- 1897年（明治30年）4月1日[1] - 池田郡が大野郡の一部と合併して揖斐郡となる。当村は揖斐郡の所属となる。
- 1897年（明治30年）4月1日 - 池野村、上田村、砂畑村、六之井村、杉野村と合併し池田村が発足。同日下東野村廃止。